# Léon (prénom)
Pour les articles homonymes, voir Léon.
Léon est un prénom masculin issu du latin Leo qui signifie lion.
Il est généralement porté en référence à saint Léon le Grand, pape de Rome au milieu du Ve siècle et Père de l'Église, fêté le 10 novembre.

## Variantes
On rencontre les variantes masculines Léonel, Léonien ainsi que Lionel et féminines Léonie, Léone, Léonella, Léonelle, Léonette, Léonine et Léonne.
- arménien : Լևոն ,Lévon,Ghevont
- arabe : لي
- asturien : Llión
- japonais : レオン
- coréen : 레온
- espagnol : León
- gallois: Llywelyn
- grec : Λέων (Löwe)
- hébreu : לאון (Leon)
- italien : Leo, Leone
- latin : Leo, Leonis
- letton : Leons, Leona
- lituanien : Leonas
- magyar : Arszlán
- persan : لئن (Lyn)
- polonais : Leon, Lew
- poitevin : Lén, Liun
- russe : Лев (Lev)
- serbe : Леон (Leon)

## Léon comme nom de personne ou prénom

### Saints
Saint Léon 
- Léon de Patare (IIIe siècle), martyr en Lycie ;
- Léon Ier, dit Léon le grand

Léon de Sens († vers 538 ou 541) ;
- Léon II ;
- Léon de Catane († 787), évêque de Catane ;
- Léon III, qui sacre l'empereur Charlemagne en 800 ;
- Léon IV ;
- Léon de Carentan († vers 890), ou Léon de Bayonne, évangélisateur du Pays basque ;
- Léon IX ;
- Léon Ier de Cava, abbé de l’abbaye de Cava de' Tirreni.

### Souverains
- Empereurs Byzantins :
  - Léon Ier (†474) ;
  - Léon II (†474) ;
  - Léon III dit l'Isaurien, (†741) ;
  - Léon IV dit le Khazar, (†780) ;
  - Léon V dit l'Arménien, (†820) ;
  - Léon VI le sage, (†912) ;
- Souverains d'Arménie :
  - Léon Ier (†1140) ;
  - Léon II (†1219) ;
  - Léon III (†1289) ;
  - Léon IV (†1307) ;
  - Léon V (†1341) ;
  - Léon VI (†1375) ;
- Rois de Galicie :
  - Léon Ier (†1301) ;
- Princes de Valachie :
  - Leon Ier Tomșa (†1632) ;
- Autres :
  - Léon, roi de sparte ;
  - Léon, duc de Naples ;
  - Léon, prince de Volhynie.

### Papes
- Léon Ier le grand ;
- Léon II ;
- Léon III ;
- Léon IV ;
- Léon V ;
- Léon VI ;
- Léon VII ;
- Léon VIII ;
- Léon IX ;
- Léon X ;
- Léon XI ;
- Léon XII ;
- Léon XIII ;
- Léon XIV.

### Autres personnes
- Frère Léon
- Léon l'Africain

### Prénom
- Léon Bloy
- Léon Blum
- Léon Boëllmann
- Léon Bonnefons
- Léon Breitling
- Léon Deffontaines
- Léon Degrelle
- Léon Dierx
- Léon Gambetta
- Léon Gaumont
- Léon Gérin
- Léon Lamotte
- Léon Marchand
- Léon Meyer
- Léon Schwartzenberg
- Léon Tolstoï
- Léon Trotski
- Léon Trépanier
- Léon Werth
- Léon Zitrone